# Meteorium nitens
Meteorium nitens là một loài Rêu trong họ Meteoriaceae. Loài này được Hook. f. & Wilson mô tả khoa học đầu tiên năm 1854.